# Yan Ji
Carica Kine Yan Ji (閻姬) (? - 126.) bila je supruga cara Kine Ana od Hana. Znana je i kao carica Ansi (安思皇后).
Njezin je otac bio Yan Chang (閻暢), sin Yan Zhanga (閻章), koji je bio službenik cara Minga. Zhangove su sestre bile ljubavnice Minga.
Ji je bila dosta lijepa žena, te također vrlo inteligentna, pa ju je car An oženio 108. Carica je bila i veoma ljubomorna žena te je dala otrovati ljubavnicu svog muža, suprugu Li.
An je braću svoje supruge učinio velikodostojnicima te su oni imali iznimno važne položaje na dvoru, što je veselilo caricu Ji.
125. An je umro, a carica Ji nije odmah razglasila njegovu smrt, već je skovala urotu sa svojom braćom i eunusima Jiang Jingom i Fan Fengom. Na prijestolje je došao njihov izabranik, markiz od Beixianga.
Nakon markizove smrti, eunuh Sun Cheng je izabrao za cara Anovog sina Baoa, koji je postao car Shun od Hana.
Carica Ji je umrla 126. godine.